# Pflugerville
Pflugerville – miasto w Stanach Zjednoczonych, w stanie Teksas, w hrabstwach Travis i Williamson, leżące na przedmieściach Austin.
Zostało założone w 1860 r. i nazwane na cześć jednego z pierwszych osadników – Henry'ego Pflugera. Prawa miejskie uzyskało natomiast w 1965 roku.

## Demografia
Według przeprowadzonego przez United States Census Bureau spisu powszechnego w 2010 miasto liczyło 46 936 mieszkańców, co oznacza wzrost o 187,3% w porównaniu do roku 2000. Natomiast skład etniczny w mieście wyglądał następująco: Biali 64,1%, Afroamerykanie 15,5%, Azjaci 7,4%, pozostali 13,0%. Kobiety stanowiły 51,6% populacji.